# Pierre-Henri Dumont
Pour les articles homonymes, voir Dumont.
Pierre-Henri Dumont, né le 7 octobre 1987 à Grande-Synthe (Nord), est un homme politique français.
Membre des Républicains, dont il est secrétaire général adjoint depuis 2019, il est élu député dans la 7e circonscription du Pas-de-Calais aux élections législatives de 2017, puis est réélu en 2022.
Il est maire de Marck, dans le Pas-de-Calais, de 2014 à 2017 et conseiller départemental du Pas-de-Calais de 2015 à 2017.

## Biographie

### Jeunesse et formation
Pierre-Henri Dumont fait ses études secondaires au lycée Saint-Pierre de Calais. Il étudie ensuite à l'Institut d'études politiques de Paris. Il effectue son année d'étude à l'étranger à l'université Johns-Hopkins. Parallèlement, il travaille comme stagiaire dans le cabinet de la femme politique américaine Carolyn McCarthy.
En 2009, il est désigné président de l'association UMP Sciences Po.
En 2011, il obtient un master en affaires publiques.

### Carrière professionnelle
Il travaille ensuite pendant quatre mois au cabinet du médiateur de la République Jean-Paul Delevoye et l'année suivante[Quand ?] au cabinet d'Armoogum Parsooraman (en), secrétaire général de l'UNESCO.
Après son cursus universitaire à Sciences Po, il est, de 2012 à 2014, collaborateur parlementaire du député Charles Ange Ginésy.

### Parcours militant
Il plonge très jeune dans la politique. À 7 ans, il accompagne ses parents, militants RPR, à des réunions et porte un tee-shirt « Les Jeunes avec Chirac ».
Entre 2010 et 2011, il est responsable administratif des Jeunes Populaires et entre 2011 et 2015 délégué national de cette organisation et membre du bureau national. De 2015 à 2017, il est également vice-président et trésorier de l'organisation des Jeunes du Parti populaire européen.

### Parcours politique
Lors des élections municipales de 2014, il est élu maire de Marck. Le 8 avril, il est élu troisième vice-président de la communauté d'agglomération du Calaisis, le 28 mai premier vice-président du Pays du Calaisis, et le 29 mars 2015 conseiller départemental du canton de Marck.
En 2016, il annonce que si la loi sur le non-cumul des mandats était maintenue et qu'il était élu député, un nouveau maire serait élu mais qu'il « resterai[t] le seul maître à bord » : « Je resterais aux manettes. Le nouveau maire ne porterait finalement que l'écharpe ».
Lors des élections législatives de 2017, il est élu député de la 7e circonscription du Pas-de-Calais à l'issue du second tour, face à Philippe Olivier (FN),.
À l'issue de la session extraordinaire qui s'achève en août 2017, le journal Les Échos estime qu'il « s'est imposé en quelques semaines comme l'icône du renouvellement à l'Assemblée nationale chez les Républicains, alors que le parti a vu plusieurs de ses ténors balayés aux législatives. [...] C'est dans l'hémicycle que Pierre-Henri Dumont s'est distingué par ses interventions offensives, que ce soit contre la majorité ou contre les groupes de gauche, notamment lors des discussions sur le projet de loi de moralisation de la vie publique ».
Il soutient Christian Jacob pendant la campagne pour la présidence du parti en octobre 2019 ; à la suite de son élection, il est nommé secrétaire général adjoint chargé de la jeunesse et de la rénovation du parti,.
Membre de la commission des Affaires étrangères et de la commission des Affaires européennes, au sein de laquelle il pilote le groupe Les Républicains, il s'intéresse aux questions européennes et migratoires. En 2020, il est nommé corapporteur du groupe de travail parlementaire sur la négociation de l'accord entre l’Union européenne et le Royaume-Uni et corédige un rapport sur la question de la pêche dans le contexte post-Brexit,.
Lors des élections municipales de 2020, il figure en 2e position sur la liste de la majorité sortante à Marck, qui remporte 73,9 % des suffrages dès le premier tour.
Il fait partie des dix porte-paroles de la campagne de Xavier Bertrand pour l'élection présidentielle de 2022,.
Soutien d'Aurélien Pradié au premier tour du congrès des Républicains de 2022, il se range derrière Éric Ciotti pour le second tour.
À la suite de la dissolution de l'Assemblée nationale le 9 juin 2024, il se représente aux élections législatives mais il est battu au second tour par Marc de Fleurian, candidat du Rassemblement national.
En mai 2025, après l'élection de Bruno Retailleau à la présidence de LR, il devient secrétaire général adjoint du parti.

## Prises de position

### Élimination des combattants de l'État islamique
En janvier 2019, il s'oppose à ce que les ressortissants français ayant combattu dans les rangs djihadistes en Irak et en Syrie soient emprisonnés en France, se disant plutôt favorable à ce qu'« on les tue sur place » par des « éliminations ciblées », comme il en a déjà été réalisé. Cette déclaration suscite une polémique,.

### Audition d'une étudiante voilée à l'Assemblée nationale
Le 17 septembre 2020, lors d'une audition de la commission d'enquête à l'Assemblée nationale sur le Covid-19 et la jeunesse, il refuse d'écouter Maryam Pougetoux, vice-présidente de l'Union nationale des étudiants de France (UNEF), qui se présente voilée. Il quitte l'audition, estimant qu'il s'agit d'un « acte communautariste délibéré qui enfreint le principe de laïcité auquel doit s'astreindre l'Assemblée ». Il est suivi par ses collègues députés LR et par la députée LREM Anne-Christine Lang, qui quittent eux aussi l'audition,.

### Réforme des retraites de 2023: vote de la motion de censure après le 49.3
Partisan d'une « droite sociale », il a une image de « frondeur » au sein des Républicains. En janvier, pendant les débats sur la réforme des retraites, il dépose un amendement pour supprimer le régime spécial des sénateurs, ce qui lui vaut le courroux de la droite sénatoriale.
Avec son bras droit Olivier Marleix, président du groupe LR à l'Assemblée nationale, Éric Ciotti exclut tout vote de la motion de censure proposée par Charles de Courson après l'imposition de l'article 49.3 pour faire passer la réforme des retraites, mais cette position n'est pas seulement contestée par Aurélien Pradié. Dans les jours précédant le vote, d'autres députés LR annoncent publiquement qu'ils vont la voter, parmi lesquels Pierre-Henri Dumont, Ian Boucard, Maxime Minot ou encore Fabien Di Filippo, un proche de Laurent Wauquiez. La presse estime dès le 16 mars, quatre jours avant le vote, qu'ils sont au total une vingtaine dans ce cas. Selon Public Sénat, la « pression monte » le jour du vote au sein de LR pour évoquer « l’exclusion d’Aurélien Pradié et des députés frondeurs ».

## Mandats
- Depuis le 4 avril 2014 : conseiller municipal de Marck
- 4 avril 2014 - 17 juillet 2017 : maire de Marck
- 29 mars 2015 - 17 juillet 2017 : conseiller départemental du Pas-de-Calais
- 21 juin 2017 - 9 juin 2024 : député de la 7e circonscription du Pas-de-Calais.